# Высокие Байраки
Высо́кие Байраки (укр. Високі Байраки) — село в Великосевериновской сельской общине Кропивницкого района Кировоградской области Украины.
Население по переписи 2001 года составляло 905 человек. Почтовый индекс — 27601. Телефонный код — 522. Код КОАТУУ — 3522582101.

## Происхождение названия
Слово байрак происходит от тюркского «балка»; так обычно называется сухой, неглубоко взрезанный овраг, зачастую зарастающий травой либо широколиственным лесом.
Слово байрак распространено на юге Европейской части СССР, в лесостепной и степной зоне. От названия «байрак» происходит название байрачных лесов, где растут обычно следующие породы деревьев — дуб, клён, вяз, ясень, липа.
На территории современной Украины имеются минимум 19 сёл с названием Байрак.

## Известные уроженцы
- Даниленко-Карин, Сергей Тарасович (1898—1985), полковник госбезопасности